# Tetracentron chiński
Tetracentron chiński (Tetracentron sinense Oliv.) – gatunek z monotypowego rodzaju tetracentron z rodziny trochodendronowatych. Występuje w południowych Chinach oraz we wschodnim Nepalu, w Bhutanie, w północno-wschodnich krańcach Indii, w północnej Mjanmie i północnym Wietnamie. Jest to drzewo rosnące w lasach, zwykle wilgotnych, często w dolinach strumieni, często także na skrajach lasów, zwykle zimozielonych, liściastych i mieszanych. Spotykany jest na rzędnych od 1100 m do 3500 m n.p.m. Kwiaty zapylane są przez wiatr. Drzewa te nie mają naczyń w drewnie wtórnym, a komórki ich cewek osiągają 4,5 cm długości.
Drzewo jest bardzo dekoracyjne z powodu wznoszących się konarów i gałęzi, żółtozielonych, zwisających kwiatostanów i liści przebarwiających się jesienią na jaskrawy, czerwony kolor. Młode liście są jednak wrażliwe na późne przymrozki.

## Morfologia

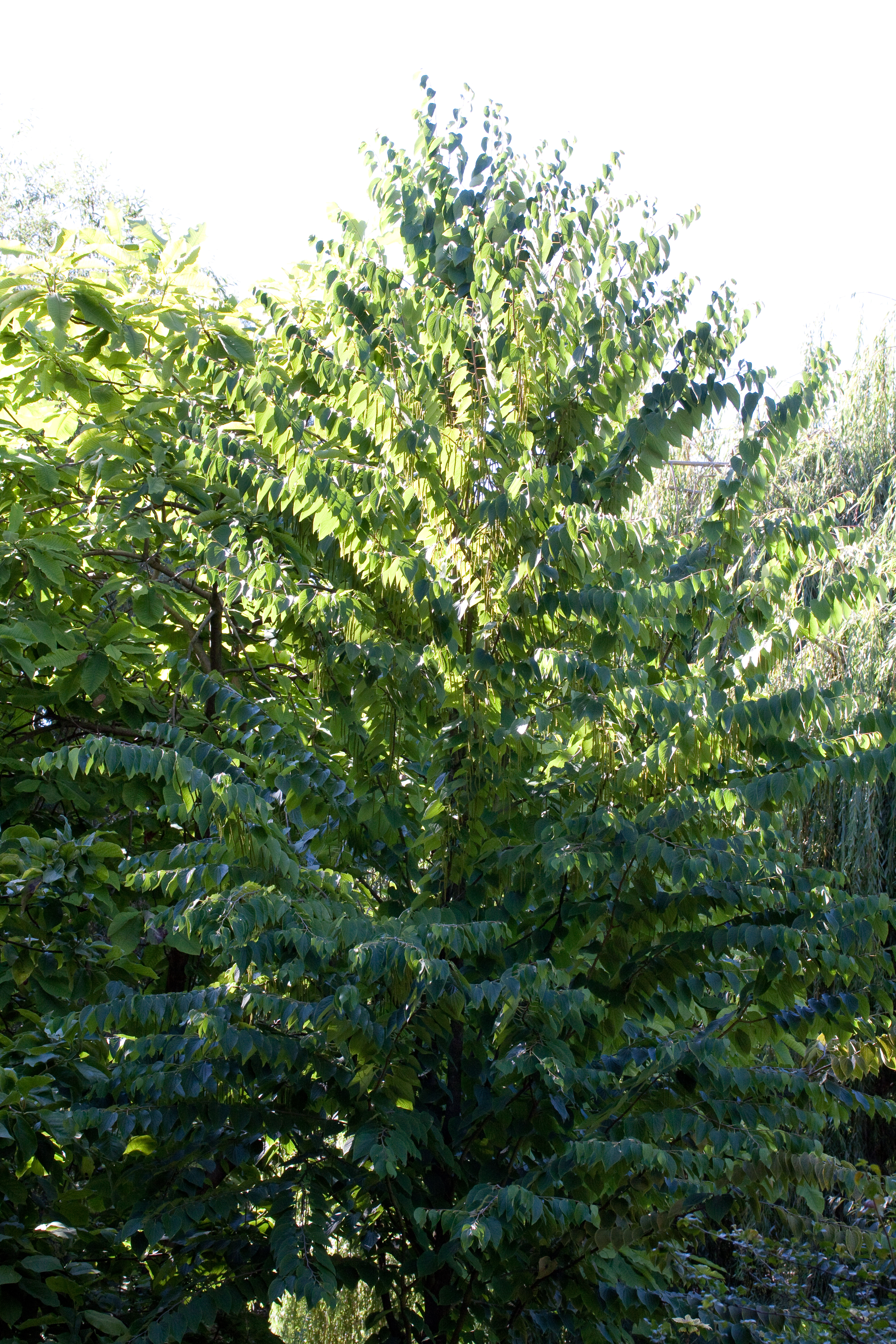
Pokrój drzewa

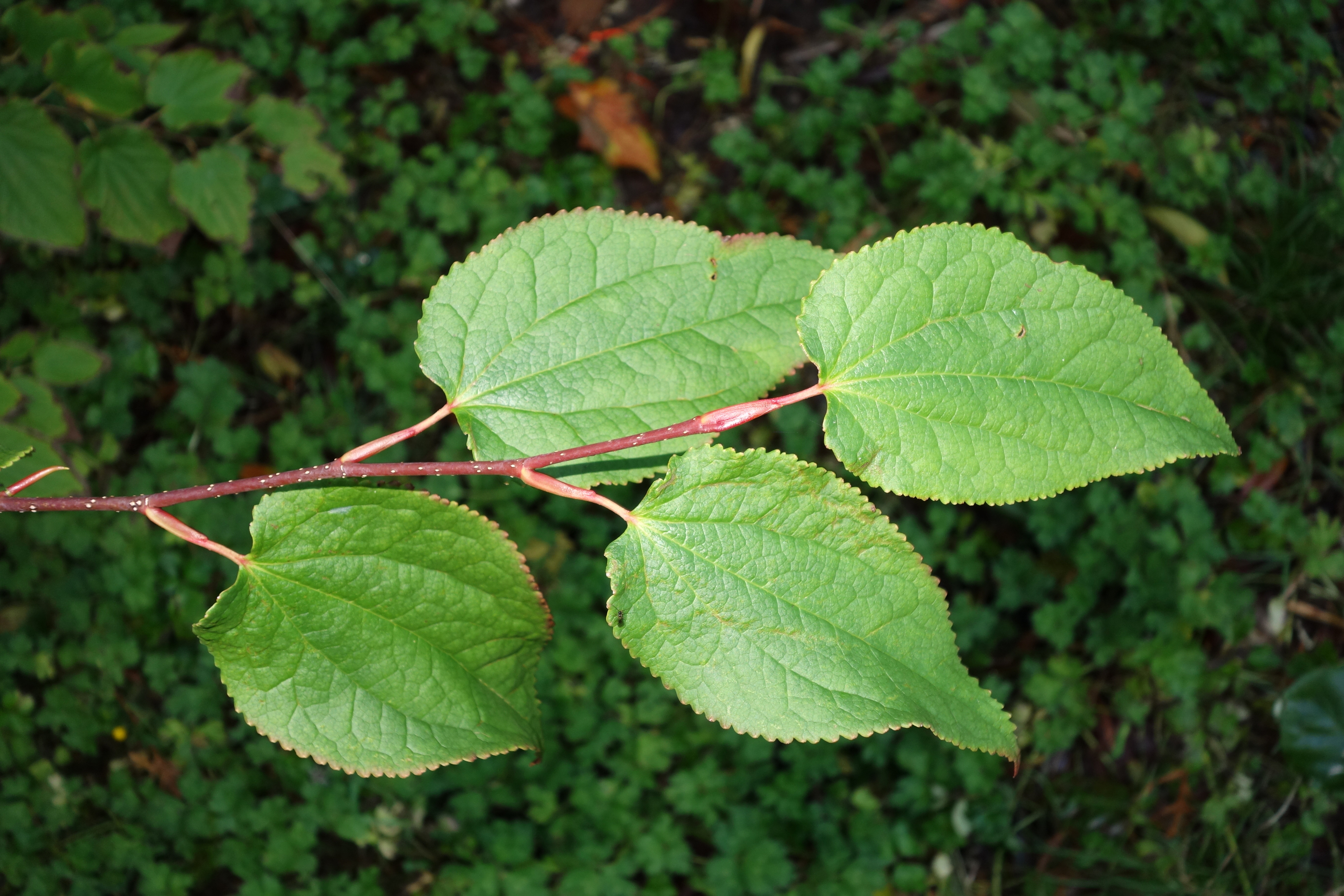
Liście

PokrójDrzewa osiągające do 40 m wysokości, z pniem o średnicy do 1,5 m. Konary i gałęzie wznoszące się ku górze i łukowato przewisające. Występują krótkopędy. Pędy są nagie, szarobrązowe, zakończone są okazałym, do 1 cm długości, zaostrzonym pąkiem.
LiścieSkrętoległe, zrzucane przed zimą. Ogonek liściowy ma 2–4 cm długości. Blaszka liściowa jest szerokojajowata, cienka, u nasady sercowata do zaokrąglonej, na wierzchołku zaostrzona, na brzegu piłkowana, osiąga 7–16 cm długości i 4–12 cm szerokości. Użyłkowanie jest dłoniaste, z 5–7 wyraźnymi głównymi wiązkami przewodzącymi. Od spodu liście są jaśniejsze.
KwiatyDrobne, skupione po 80–125 w długie do 15 cm, zwisające kwiatostany kotkowate. Kwiaty wsparte są drobnymi przysadkami, są siedzące, osiągają 1–2 mm średnicy. Listki okwiatu, w liczbie 4, osiągają 1–2 mm długości i są zaokrąglone. Pręciki są cztery, wystają ponad okwiat. Słupkowie tworzą cztery owocolistki za znamionami zbiegającymi wzdłuż linii ich zrośnięcia się.
OwoceBocznie połączone cztery mieszki (mieszek złożony), otwierające się do wewnątrz pęknięciami. W każdym znajduje się 4–6 wrzecionowatych nasion o długości 2–3 mm, krótko oskrzydlonych na obu końcach.

## Systematyka
Gatunek reprezentuje monotypowy rodzaj tetracentron  Tetracentron D. Oliver, Hooker's Icon. Pl. 19: ad t. 1892. Oct 1889. Należy do rodziny trochodendronowatych z rzędu trochodendronowców. Jest taksonem siostrzanym także monotypowego rodzaju trochodendron Trochodendron.